# Furusjö
Furusjö è un'area urbana della Svezia situata nel comune di Habo, contea di Jönköping.
La popolazione risultante dal censimento 2010 era di 325 abitanti.